# 2003 TK58
2003 TK58, também escrito como 2003 TK58, é um objeto transnetuniano que está localizado no Cinturão de Kuiper, uma região do Sistema Solar. Este corpo celeste é classificado como um cubewano. Ele possui uma magnitude absoluta de 7,0 e tem um diâmetro estimado com 146 km.

## Descoberta
2003 TK58 foi descoberto no dia 3 de outubro de 2003.

## Órbita
A órbita de 2003 TK58 tem uma excentricidade de 0,062 e possui um semieixo maior de 43,188 UA. O seu periélio leva o mesmo a uma distância de 40,511 UA em relação ao Sol e seu afélio a 45,865 UA.